# Força dos Tigres de Libertação Bodo

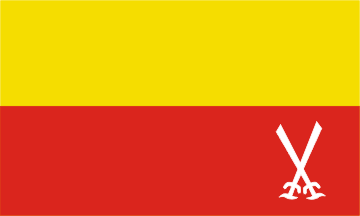
Bandeira da organização.

Força dos Tigres de Libertação Bodo (em inglês:  Bodo Liberation Tigers Force, abreviado BLTF), também conhecido como Tigres de Libertação Bodo (em inglês:  Bodo Liberation Tigers, abreviado BLT), foi um grupo armado insurgente que operava nas regiões dominadas pelos bodos em Assam, Índia. O grupo inicialmente pretendia conquistar uma autonomia separada para Bodoland em Assam, mas se rendeu com o estabelecimento do Conselho Territorial de Bodoland. A organização foi fundada em 18 de junho de 1996 sob a liderança de Prem Singh Brahma.
Após três anos de luta, em 1999 iniciou negociações com o governo e assinou um cessar-fogo em março de 2000.
Em 10 de fevereiro de 2003, representantes do grupo e dos governos de Assam e da Índia chegaram a um acordo em Nova Delhi. 2.641 militantes se renderam e depuseram as armas em 6 de dezembro de 2003 em Kokrajhar. No dia seguinte, um conselho executivo interino de doze membros do Conselho Territorial de Bodoland foi formado em Kokrajhar.
Os líderes dos Tigres de Libertação Bodo, juntamente com os líderes da União de Todos os Estudantes Bodos, formaram um partido político denominado Frente Progressista do Povo Bodo.